# Serica weiperti
Serica weiperti är en skalbaggsart som beskrevs av Ahrens 2004. Serica weiperti ingår i släktet Serica och familjen Melolonthidae. Inga underarter finns listade i Catalogue of Life.